# کرتاش
کرتاش روستایی در دهستان پساکوه بخش زاوین شهرستان کلات استان خراسان رضوی ایران است.

## جمعیت
بر پایه سرشماری عمومی نفوس و مسکن در سال ۱۳۹۵ جمعیت این روستا ۲۶ نفر (در ۸ خانوار) بوده‌است.